# Anamesia polyzona.
Anamesia polyzona. är en kackerlacksart som först beskrevs av Walker, F. 1868.  Anamesia polyzona. ingår i släktet Anamesia och familjen storkackerlackor. Inga underarter finns listade i Catalogue of Life.